# Star Life (Portugal)
Star Life (anteriormente FOX Life) é um canal pago de entretenimento, parte do grupo da The Walt Disney Company. A sua programação é constituída por séries internacionais.
O canal foi lançado pela primeira vez em Itália a 13 de maio de 2004. O segundo país a receber o canal foi Portugal, a 19 de maio de 2005, através da operadora TV Cabo Portugal (atual NOS), então a principal operadora de TV por cabo portuguesa e a única operadora de TV paga por satélite do país.
Em Portugal, o canal dedica-se maioritariamente a séries americanas, dando da preferência às comédias e aos dramas com protagonistas femininas. Conta também com alguns programas de competição, como American Idol, The Voice, So You Think You Can Dance, etc. Com o lançamento dos novos canais do mesmo grupo, a FOX Crime e FX, o canal FOX Life teve algumas mudanças na sua grade de programação com a transferência de algumas séries entres os diversos canais do grupo. Em 2024, o canal mudou o seu nome para "Star Life".
Em novembro de 2024, o canal estreou a sua primeira produção turca, Love Is In The Air.

## Séries transmitidas em Portugal
- 90210
- 9-1-1
- 9-1-1: Lone Star
- American Crime Story: O Assassinato de Gianni Versace
- Anatomia de Grey
- Body of Proof
- Bull
- Code Black
- Comedy
- Empire
- Desperate Housewives
- Downton Abbey
- Drama
- Glee
- The Glee Project
- Happy Endings
- Hope & Faith
- Jamestown
- Jess e os Rapazes
- Masterchef USA
- Medium
- The Middle
- New Amsterdam
- Nurse Jackie
- Ossos
- Parenthood
- Private Practice
- Provent Inocent
- Raising Hope
- Reef Break
- The Resident
- Rizzoli & Isles
- Revenge
- Scandal
- Sex and the City
- Stumptown

## Disponibilidade
- Portugal: NOS, Meo, NOWO,  Vodafone e Digi.
- Moçambique: TV Cabo Moçambique e StarTimes
- Angola: TV Cabo Angola e Dstv